# جوناثان واينبرغ
جوناثان واينبرغ (بالإنجليزية: Jonathan Weinberg) هو رسام ومؤرخ أمريكي، ولد في 10 سبتمبر 1957.